# Xanthorhoe luminosa
Xanthorhoe luminosa là một loài bướm đêm trong họ Geometridae.